# Segell de Washington
El Segell de l'Estat de Washington conté un retrat de George Washington, pintat per Gilbert Stuart. L'anell exterior conté el text "The Seal of the State of Washington" ("El Segell de l'Estat de Washington") i "1889", any en què l'Estat de Washington va ser admès a la Unió. El segell es va presentar com el principal element a ambdues cares de la bandera de Washington.
El segell va ser dissenyat per Charles Talcott, basat en una pintura de Gilbert Stuart. Originalment el segell anava a ser una escena amb Mount Rainier, però Talcott va proposar el disseny amb George Washington en el seu lloc.